# レイ・パーク
レイ・パーク（Ray Park、1974年8月23日 - ）イギリスの俳優・スタントマン。スコットランド・グラスゴー出身。本名はレイモンド・パーク（Raymond Park）。ダース・モールやスネーク・アイズの役で知られる。

## 来歴
7歳でロンドンに移り、カンフーを始める。ティンエージャーの頃から様々な競技会に参加して優勝。映画でスタント・ダブルをするようになる。
1999年の『スター・ウォーズ エピソード1/ファントム・メナス』ではダース・モール役として出演し、一躍人気キャラクター俳優となる。『スリーピー・ホロウ』ではクリストファー・ウォーケンが演じた首なし騎士のスタントを担当した。『X-MEN』ではトード役で出演している。
2009年公開の映画『G.I.ジョー』、2012年公開の映画『G.I.ジョー バック2リベンジ』ではスネーク・アイズ役を演じている。

## 出演作品
- モータル・コンバット2 Mortal Kombat: Annihilation（1997年）
- スター・ウォーズ エピソード1/ファントム・メナスStar Wars Episode I: The Phantom Menace（1999年）
- スリーピー・ホロウ Sleepy Hollow（1999年）
- X-メン X-MEN（2000年）
- バリスティック Ballistic: Ecks vs. Sever（2002年）
- G.I.ジョー G.I.Joe:The Rise of Cobra（2009年）
- ファンボーイズ Fanboys（2009年）
- G.I.ジョー バック2リベンジ G.I. Joe: Retaliation（2012年）
- ハン・ソロ/スター・ウォーズ・ストーリー Solo: A Star Wars Story（2018年）
- デッドプール&ウルヴァリン Deadpool & Wolverine（2024年）

### テレビシリーズ
- ブルース･リー伝説 李小龍傳奇（2008年）
- HEROES Heroes（2010年）第4シーズン
- スター・ウォーズ/クローン・ウォーズ ファイナルシーズン Star Wars: The Clone Wars Final Season（2020年） - モール：モーションアクター